# حكومة أحمد طوقان
حكومة أحمد طوقان هي الحكومة الحادية والستون من حكومات المملكة الأردنية الهاشمية. شكّل أحمد طوقان الحكومة في 26 سبتمبر عام 1970م، بتكليف من ملك الأردن الحسين بن طلال. وقد حلّت الحكومة في 28 أكتوبر 1970.

## وصلات خارجية
- موقع رئاسة الوزراء